# 横川義雄 (経営学者)
横川 義雄（よこかわ よしお、1910年10月～1995年6月12日）は、日本の経営学者・教育者・地方公務員だった人物。札幌大学名誉教授。北海道函館市出身
1928年北海道庁立小樽中学校卒業。1931年小樽高等商業学校卒業。北海道庁立小樽商業学校（現北海道小樽商業高等学校）教諭。1940年北海道函館商業学校（現北海道函館商業高等学校）教諭。1953年函館短期大学商科助教授（経営管理論・教職担当）。1958年北海道教育委員会指導主事。1959年札幌短期大学商業科客員助教授（経営管理論担当、~1968年）。1963年北海道札幌東商業高等学校校長。1968年北海道旭川商業高等学校校長。1970年北海道立の高等学校の教員として定年退職。札幌大学経営学部教授（経営学・教職担当）。1971年同経営学部長。1974年同電子計算機室長。1979年同経営学部附属産業経営研究所初代所長。1981年札幌大学停年退職。同名誉教授。同経営学部非常勤講師（経営学研究担当、~1994年）。1982年成徳ビジネス専門学校（現せいとく介護こども福祉専門学校）客員講師。1984年日本ビジネス綜合専門学院綜合ビジネス科長。同兼任講師（経営学）。1986年日本ビジネス綜合専門学院学校長（~1989年）。

## 著書
- 『やさしい水産経済』北海水産新聞社　1956年
- 『経営学の発展理論』千倉書房　1978年初版/1982年増補版
- 『現代経営学要綱』共著　中央経済社　1984年